# Nealcidion batesii
Nealcidion batesii là một loài bọ cánh cứng trong họ Cerambycidae.